# Peltodon pusillus
Peltodon pusillus là một loài thực vật có hoa trong họ Hoa môi. Loài này được Pohl mô tả khoa học đầu tiên năm 1827.